# Messeturm
MesseTurm
Messeturm é um arranha-céu com 256,5 metros (842 pés) de altura edificado na cidade de Frankfurt, Alemanha, foi concluído em 1990 com 64 andares. A área útil é de 41 vezes 41 metros. A torre foi construída exposição é organizada conjuntamente pela empresa americana de investimento Tishman Speyer Properties e Citibank.

## Design
O Messeturm é semelhante em design a torres de outros arquitetos, incluindo o Bank of America Plaza em Atlanta, Geórgia e Key Tower (1991) em Cleveland, Ohio. Os Frankfurters costumam chamá-lo de Bleistift ("lápis") devido ao seu formato. 
A construção da fundação do edifício estabeleceu um recorde mundial para o mais longo despejo contínuo de concreto. Noventa caminhões despejaram concreto por 78 horas na fundação de 6 metros (20 pés) de profundidade. 
A área do piso térreo é de apenas 1 681 m2 (18 090 pés quadrados) e apresenta uma pirâmide de 36,3 m (119,1 pés) no topo.
A torre usa várias formas geométricas em seu design, como a planta quadrada, que é a principal forma usada em toda a torre. Em seguida, assume uma forma cilíndrica que finalmente se completa em uma pirâmide.
Existem 900 lugares de estacionamento em uma garagem pública e uma conexão direta com o metrô.

## Galeria

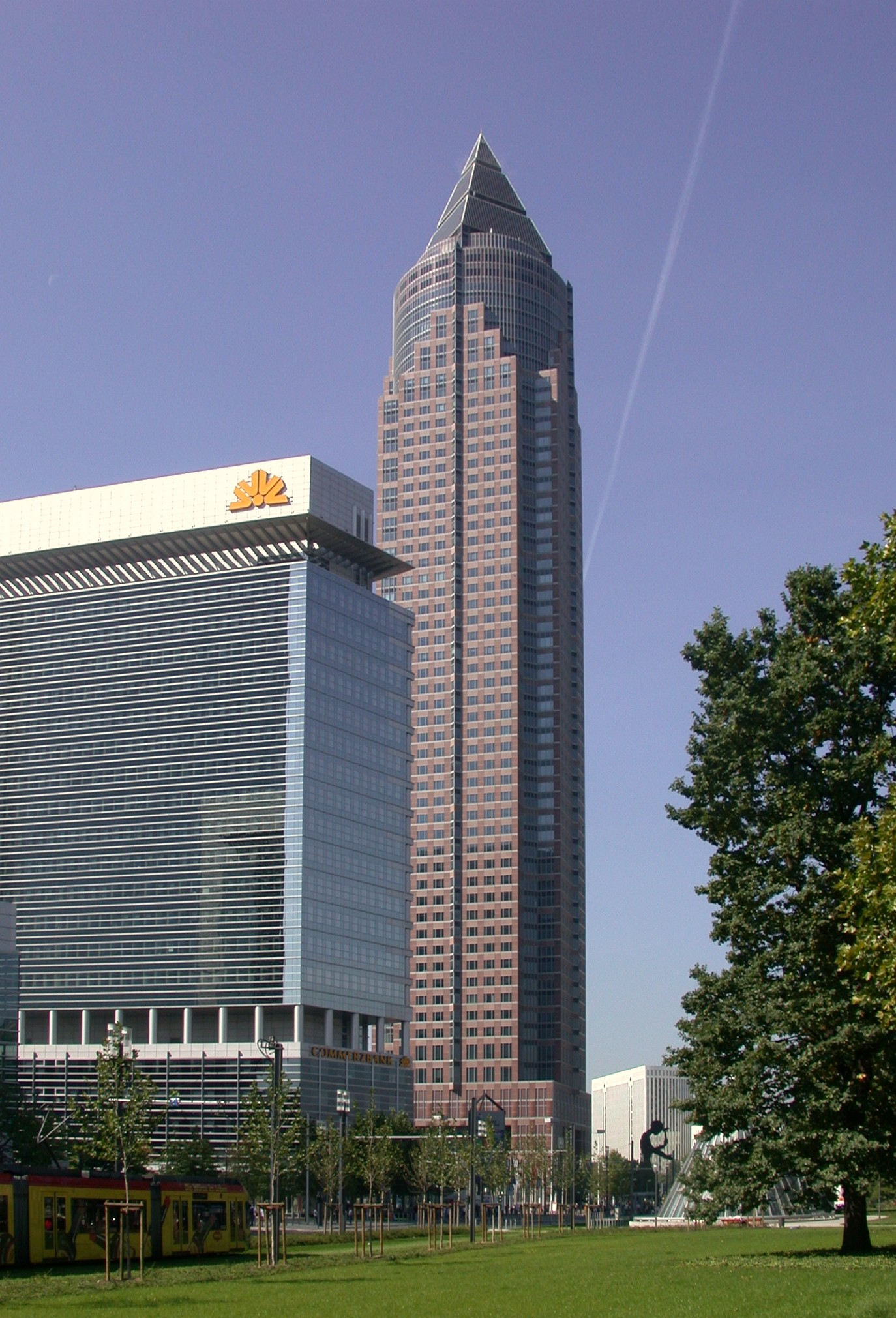
O anel interno da cidade com Messeturm ao fundo
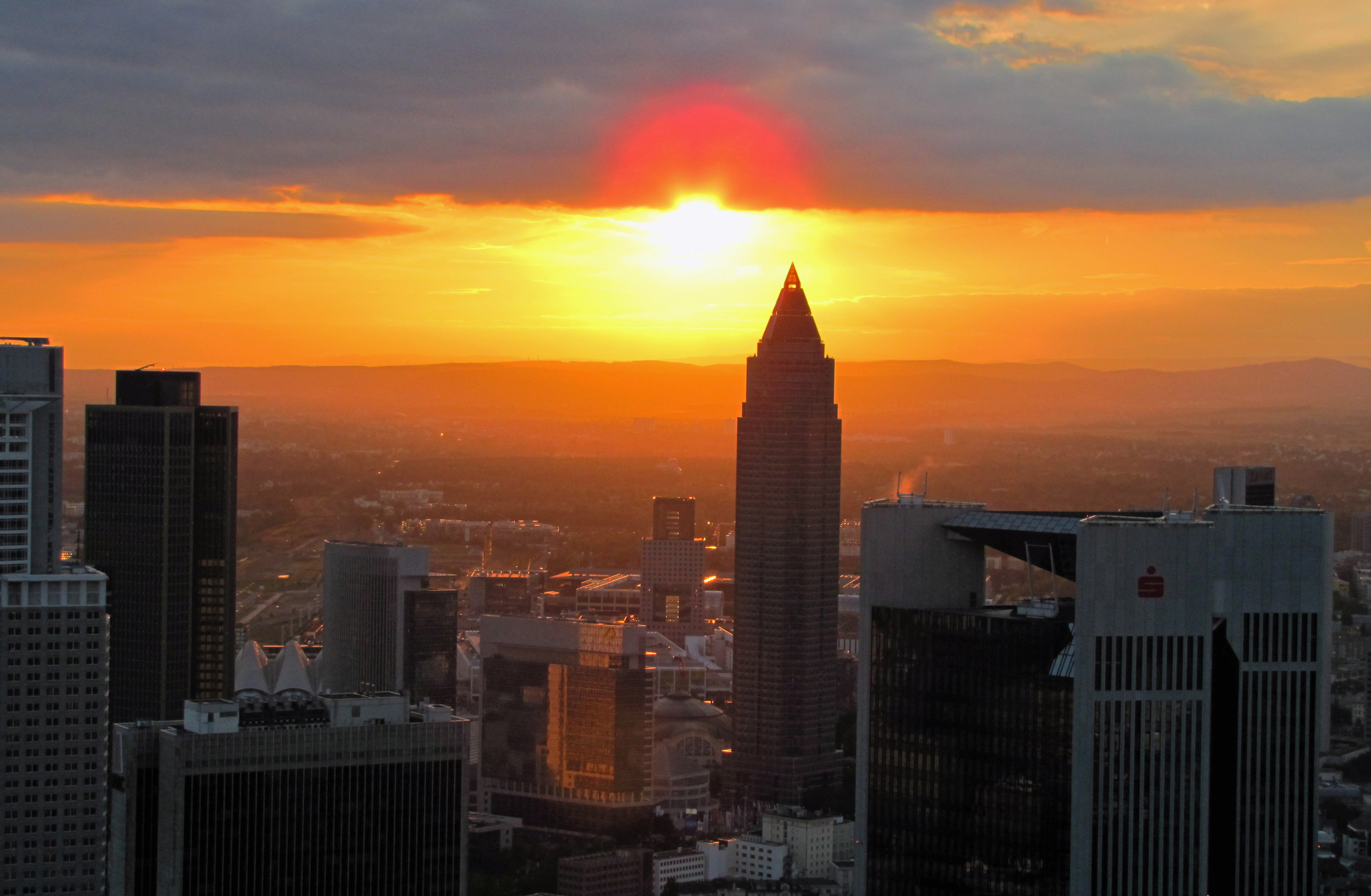
Messeturm ao pôr do sol
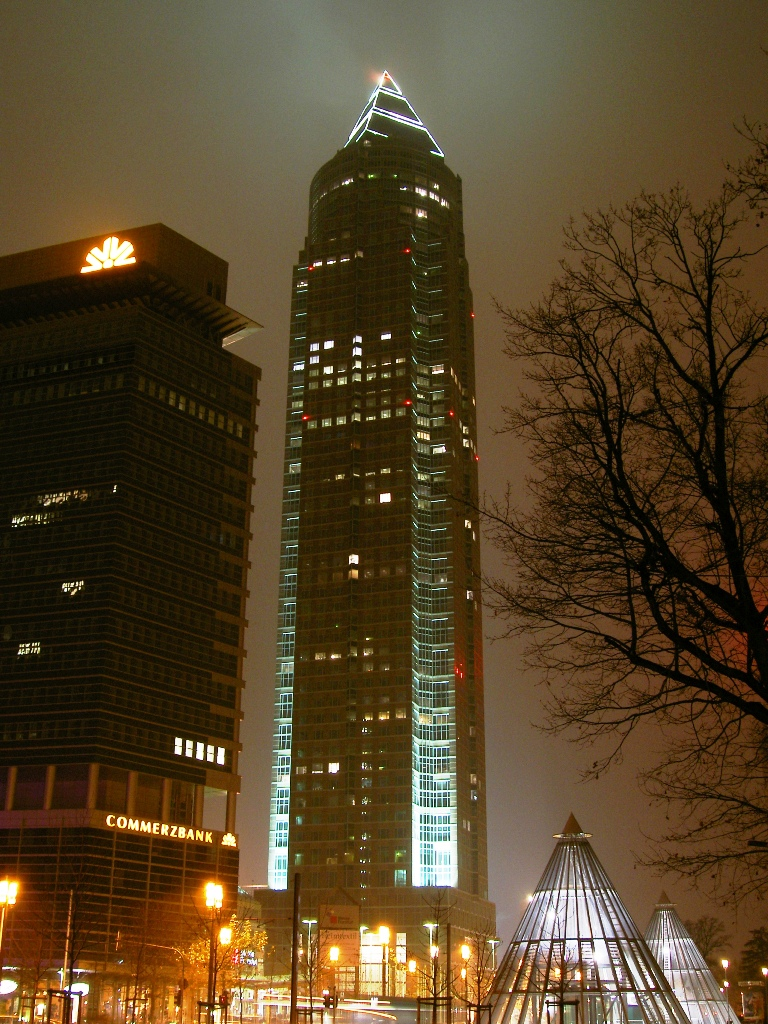
Messeturm à noite
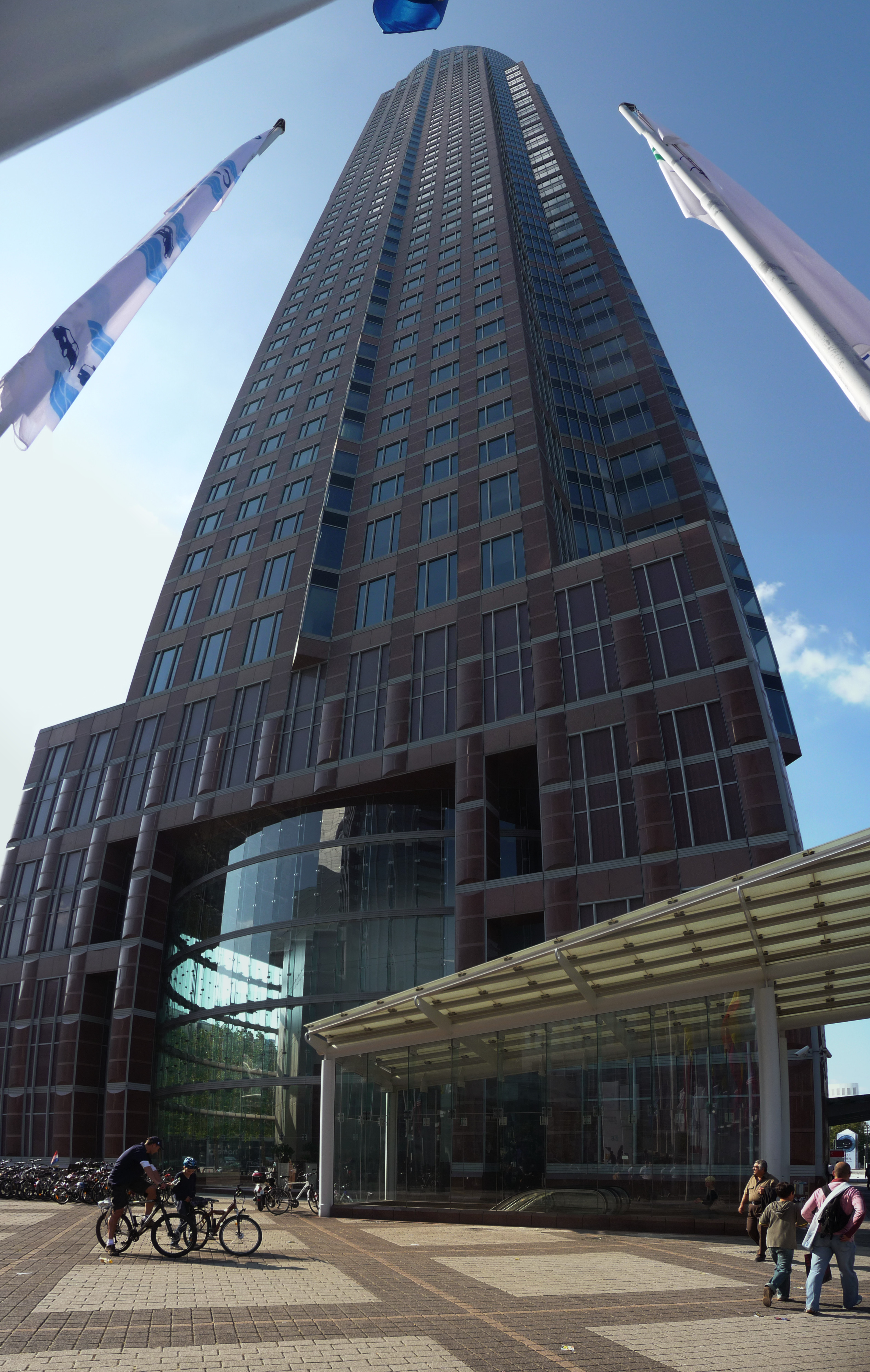
Messeturm do nível da rua